# Virsikirja
Virsikirja eller Suomen evankelis-luterilaisen kirkon virsikirja er den finsksprogede salmebog for Evangelisk-lutherska kyrkan i Finland. Den nuværende salmebog, godkendt på kirkemødet 1986 sammen med Finlandssvenska psalmboken 1986, indeholder 632 salmer.

## Historie
Den første finsksprogede salmebog udkom nok år 1583, med 101 salmer og Jacobus Finno (Jakob finne, Jacobus Petri Finno) som redaktør, den anden, Yxi Wähä Suomenkielinen Wirsikirja, med yderligere 141 salmer, nok år 1605 med Hemming (Hemmingius Henrici Hollo), præst i Masko, som redaktør. 1709 udkom den såkaldte gamle salmebog (fi. Vanha virsikirja), sammenstillet under ledelse af biskop Johannes Gezelius d.y. og redigeret af Erik Cajanus med den svenske 1695 års psalmbok (”karolinska psalmboken”) som forbillede. De to sidstnævnte anvendtes i Finland indtil kirkemødet 1886 godkendte nye salmebøger for Finland.
Næste salmebog blev udgivet i det selvstændige Finland og blev taget i brug domssøndagen 1939 efter godkendelse på kirkemødet 1938 (den svensksprogede salmebog blev godkendt på kirkemødet 1943, under krigen). Denne var i brug frem til første søndag i advent 1987, da de nuværende salmebøger blev taget i brug.

## 1986-salmebogen
Salmebogskomiteen for 1986-salmebogen blev nedsat i 1973.
Salmebogens salmer er fordelt på fem større afsnit: Kirkeåret (salme 1–163), Gudstjenstelivet (164–255), Livet i Kristus (256–454), Livet i Guds verden (455–603) og Døden og evigheden (604–632). De større afsnit er yderligere opdelt, for eksempel indledes Kirkeåret med advents- og julesalmer. Efter salmerne følger tillæg, med blandt andet beskrivelse af gudstjenesteordningen i forskellige sammenhænge, forslag til salmer til forskellige sammenhænge og diverse registre. Strukturen er den samme som i den samtidigt godkendte finlandssvenske salmebog.
Ved siden af salmebogen anvendes også andre sangbøger ved forskellige andagter.